# Kahlbutz (Adelsgeschlecht)
Kahlbutz, auch Kahlebutz, Kalbutz, Kalebutz oder Kalebuz, ist der Name eines märkischen Adelsgeschlechts, das sich auch nach Pommern und Preußen ausbreiten konnte. Die Familie ist 1784 im Mannesstamm und 1795 gänzlich erloschen.

## Geschichte
Das Geschlecht soll wendischer Abstammung sein und hatte sein Stammgut in der Herrschaft Ruppin zu Kampehl, welches spätestens seit 1491 und bis 1783 bei der Familie war.
Hans von Kalbutz († 1590), Schwiegervater des Cartz von Güntersberg war auch Pfandherr auf dem güntersbergschen Lehngut Falkenwalde, im späteren Landkreis Saatzig. Zusätzlich hatte er von Markgraf Albrecht in Preußen das Gut Wessel (vielleicht im späteren Kreis Oletzko) als erbliches Gnadenlehen erhalten.
Einige Söhne des Geschlechts dienten in der Preußischen Armee. Mit dem preußischen Oberst Friedrich Christian Heinrich von Kahlbutz (1724–1784) hat die Familie ihren Mannesstamm beschlossen. Die Chanoinesse des Klosters Heiligengrabe, Gottliebe Sophie von Kahlbutz verstarb am 9. April 1795 als letzte ihrer Familie.

## Wappen
In Blau drei silberne Eimer an einer Stange oder Kette hängend. Auf dem bekrönten Helm mit blau-silbernen Decken eine wachsende grüngekleidete Frau mit fliegenden Haaren und einem Pfeil in der Rechten haltend. Die Blasonierung wird sehr variabel beschrieben, auch völlig abweichende Alternativen werden genannt.

## Angehörige
- Christian Friedrich von Kahlbutz (1651–1702), märkischer Edelmann
- Kaspar Friedrich von Kahlbutz (1688–1745), preußischer Oberst, Ritter des Ordens Pour le Mérite
- Baltzer Julius von Kahlbutz († 1752), preußischer Oberst, Chef des Stettiner Landregiments
- Friedrich Christian Heinrich von Kahlbutz (1724–1784), preußischer Oberst im Regiment zu Fuß „von Rohr“ (Nr. 54)